# تپه نصیر آباد
تپه نصیر آباد مربوط به دوره سلجوقیان است و در شهرستان شهریار، بخش مرکزی، روستای نصیرآباد واقع شده و این اثر در تاریخ ۱ مهر ۱۳۸۲ با شمارهٔ ثبت ۱۰۳۰۷ به‌عنوان یکی از آثار ملی ایران به ثبت رسیده است.